# Црква Светог Саве Српског у Миланџи
Црква Светог Саве Српског у Миланџи, засеоку села Опаљеник, у Ивањичкој општини, подигао је, у свом родном месту, Јоаникије Нешковић (1804—1873), епископ шабачке и ужичке епархије, за душу својим родитељима. Црква припада Епархији жичкој Српске православне цркве.
Црква посвећена Светом Сави Српском, у основи је једнобродна грађевина скромних димензија, са прилично наглашеном висином. Конципирана је у облику триконхоса, па подсећа на основе споменика тзв. моравске школе. Засвођена је полуобличастим сводом, а покривена каменом плочом. Цркву споља опасује профилисани кровни венац испод којег је фриз слепих аркада. Црква има троја врата, на јужном, западном и северном зиду. Има шест прозора знатних димензија.